# Monika Sprüth
Monika Sprüth (* 18. Mai 1949 in Memmingen) ist eine deutsche Galeristin und Mitbegründerin der Galerie Sprüth Magers.

## Leben und Wirken
Monika Sprüth absolvierte 1967/1968 ihr Abitur in Landstuhl/Pfalz und studierte von 1968 bis 1975 Architektur an der RWTH Aachen. Nach dem Architekturstudium arbeitete sie zunächst bis 1980 als Stadtplanerin in Oberhausen, später als Referendarin der Sekundarstufe II für Mathematik, Baukonstruktion und Kunst in Köln. 1983 eröffnete sie in der Kölner Südstadt mit einer Ausstellung von Andreas Schulze die Monika Sprüth Galerie. Sie stellte zunächst junge, noch unbekannte Künstlerinnen wie Rosemarie Trockel, Cindy Sherman, Barbara Kruger und Jenny Holzer aus, denen sie zu internationaler Anerkennung verhalf, „womit sie den bis dahin von männlichen Künstlern bestimmten Trend des Kunstmarkts durchbrach“. Sie ist zudem maßgeblich an der Entwicklung der frühen Karriere von Künstlern wie Peter Fischli, Louise Lawler, Andreas Gursky, Thomas Demand, Andreas Schulze, George Condo, Axel Kasseböhmer und Thomas Scheibitz beteiligt.
Mit der Gründung der Galerie verband Monika Sprüth die Intention, vor allem Künstlerinnen eine Sichtbarkeit zu bieten. Aus dieser feministisch geprägten Position heraus entstanden zwischen 1985 und 1989 drei Ausstellungen mit dem Titel „Eau de Cologne“. Die Ausstellungen präsentierten Positionen, die sich mit der Rolle der Frau auseinandersetzen, wie in den Werken von Barbara Kruger, Cindy Sherman, Jenny Holzer, Louise Lawler, Gretchen Bender und Rosemarie Trockel. Das gleichnamige Magazin verlieh der Galerieprogrammatik Nachdruck: in den drei Ausgaben von Eau de Cologne stellte Monika Sprüth als Herausgeberin eine Vielzahl deutscher und amerikanischer Künstlerinnen sowie weiblicher Akteure, welche die damalige Kunst und Kultur entscheidend beeinflussten, in Porträts, Bilderserien, Gesprächen und Texten vor. Die Titelseiten der drei Magazine wurden von Barbara Kruger, Cindy Sherman und Rosemarie Trockel gestaltet. 1988 zeigte Monika Sprüth zwei Gruppenausstellungen mit dem Titel Das Licht von der anderen Seite, I und II. Die erste Ausstellung mit dem Untertitel Malerei vereinte Werke von George Condo, Walter Dahn, Albert Oehlen, Andreas Schulze, Axel Kasseböhmer und anderen Malern. In der zweiten Ausstellung mit dem Untertitel Photograhie, waren unter anderem Werke von Richard Prince, Cindy Sherman, Jeff Wall, Fischli/Weiss, John Baldessari, Ed Ruscha und Bernd und Hilla Becher zu sehen. Die Ausstellungen zeigten Bestandsaufnahmen nach der Postmoderne und zentrale Positionen der neuen amerikanischen und deutschen konzeptuellen Malerei bzw. Photographie.
Mit Philomene Magers gründete sie 1998 die Galerie Sprüth Magers. Es folgten Dependancen in München (2000), London (2003) und Berlin (2008). Die Ausstellungstätigkeiten in Köln und München wurden mit dem Umzug nach Berlin (2008) eingestellt. 2016 eröffneten Monika Sprüth und Philomene Magers eine weitere Galerie in Los Angeles sowie ein Büro in Hongkong. 2022 folgte eine weitere Galerie in New York. Neben dem bereits genannten Künstlern vertritt Sprüth Magers Alighiero Boetti, Thea Djordjadze, Cao Fei, Cyprien Gaillard, Karen Kilimnik, Kraftwerk, Reinhard Mucha, David Ostrowski, Bridget Riley, Sterling Ruby, Ryan Trecartin, Andro Wekua und Kara Walker.
Seit 2009 ist Monika Sprüth gemeinsam mit Philomene Magers in der „Power-100-List“ der englischen Zeitschrift Art Review unter den 100 einflussreichsten Personen im Kunstbetrieb vertreten, zuletzt 2022 auf Platz 30. Tobias Timm beschreibt die beiden Galeristinnen in der ZEIT „als die erfolgreichsten Galeristinnen der Welt“. Max Hollein, Leiter des Metropolitan Museum of Art, beschreibt die Tätigkeit der Galeristin im Dezember 2016 in dem schweizerischen Wirtschaftsmagazin Bilanz: „Fast noch beeindruckender ist, wie lange und kontinuierlich die Galerie mit den Künstlern bereits erfolgreich zusammenarbeitet und wie diese wiederum der Galerie die immerwährende Treue halten [...]“.
2017 zeigte Monika Sprüth in der MEWO Kunsthalle ihrer Geburtsstadt Memmingen mit der Ausstellung Never Enough: Monika Sprüth und die Kunst ihre persönliche Kunstsammlung.

## Ehrungen
Monika Sprüth ist berufenes Mitglied der Deutschen Akademie für Fußball-Kultur.
- 2019: Verdienstorden des Landes Berlin
- 2022: Kunstpreis der Art Cologne[9]

## Publikationen (Auswahl)
- Eau de Cologne I. Magazin, Köln 1985, herausgegeben von Monika Sprüth
- Eau de Cologne II. Magazin, Köln 1987, herausgegeben von Monika Sprüth
- Eau de Cologne III. Magazin, Köln 1989, herausgegeben von Monika Sprüth
- Künstliche Paradiese : Salvo, Andreas Schulze, Milan Kunc, George Condo, David Bowes, Dieter Teusch. Katalog zur Ausstellung, Museum Folkwang Essen 1985; Kunstverein München 1985, herausgegeben von Zdenek Felix; Monika Sprüth
- Das Licht von der anderen Seite. Teil I. Malerei. Katalog zur Ausstellung, Monika Sprüth Galerie, Köln 1988, herausgegeben von Monika Sprüth; Wilfried Dickhoff
- Das Licht von der anderen Seite. Teil II. Photographie. Katalog zur Ausstellung, Monika Sprüth Galerie, Köln 1988, herausgegeben von Monika Sprüth; Wilfried Dickhoff
- Walter Dahn: The Phoenix Year, Arbeiten 1989-90. Katalog zur Ausstellung, Monika Sprüth Galerie, Köln 1990, herausgegeben von Monika Sprüth; Wilfried Dickhoff
- Jean Fautrier. Katalog zur Ausstellung, Galerie Monika Sprüth, Köln 1989, herausgegeben von Monika Sprüth; Wilfried Dickhoff
- Ed Ruscha, gunpowder and stains. Katalog zur Ausstellung, München 2000, herausgegeben von Monika Sprüth; Philomene Magers
- Frances Scholz: ich geb der Welt die Abstraktion zurück. Katalog zur Ausstellung, 2008, herausgegeben von Monika Sprüth; Philomene Magers
- Thomas Scheibitz, the goldilocks zone. Katalog zur Ausstellung, 2008, herausgegeben von Monika Sprüth; Philomene Magers
- Louis Morris / Cyprien Gaillard: From Wings to Fins. Katalog zur Ausstellung, Berlin 2013, herausgegeben von Monika Sprüth; Philomene Magers
- Never enough: Monika Sprüth und die Kunst. Katalog zur Ausstellung, MeWo Kunsthalle, Memmingen 2017, herausgegeben von Axel Lapp
- David Ostrowski: So kalt kann es nicht sein. Katalog zur Ausstellung, Berlin 2021, herausgegeben von Monika Sprüth; Philomene Magers